# William Kurtović
William Albin Kurtović (Karlskrona, 22 giugno 1996) è un calciatore svedese, centrocampista dell'Eik-Tønsberg.

## Biografia
È nato da Marinko Kurtović, allenatore croato di pallamano, e da madre svedese: si è trasferito in Norvegia in giovane età. Sua sorella Amanda è una giocatrice professionista di pallamano, che in campo internazionale rappresenta la Norvegia.

## Carriera

### Club
Kurtović è cresciuto nelle giovanili del Sandefjord BK, per poi entrare in quelle del Sandefjord. Aggregato in prima squadra fin dalla stagione 2013, ha effettuato il proprio esordio in 1. divisjon in data 1º maggio 2014: ha sostituito Pål Alexander Kirkevold nella vittoria per 1-3 sul campo del Bryne. Alla fine di quella stessa stagione, il Sandefjord ha centrato la promozione in Eliteserien.
Kurtović ha quindi debuttato nella massima divisione norvegese il 26 luglio 2015, subentrando a Martin Torp nella partita persa per 1-2 contro il Rosenborg. Il Sandefjord è retrocesso al termine di quella stessa annata.
Il 22 agosto 2016 ha trovato la prima rete in squadra, in occasione del pareggio per 2-2 contro il Mjøndalen. In quella stagione, la squadra ha centrato nuovamente la promozione in Eliteserien.
Il 4 aprile 2018, Kurtović è stato ceduto all'Ullensaker/Kisa con la formula del prestito, valido fino al successivo mese di luglio. Il 15 aprile ha quindi disputato la prima partita con la nuova maglia, sostituendo Ole Kristian Langås nella vittoria per 2-1 sullo Strømmen. Il 3 giugno ha realizzato invece il primo gol, nel 4-2 inflitto al Tromsdalen.
Il 25 luglio, è tornato al Sandefjord. Il 10 agosto 2018 ha trovato il primo gol in Eliteserien: ha sancito la vittoria per 1-0 della sua squadra sul Tromsø. Il Sandefjord è retrocesso in 1. divisjon al termine del campionato 2018
Il 3 gennaio 2019, il centrocampista svedese ha rinnovato il contratto che lo legava al club, fino al 31 dicembre 2020. Kurtović ha quindi contribuito alla promozione arrivata nella stagione 2019, con il Sandefjord che ha fatto ancora una volta ritorno in Eliteserien.
Il 18 gennaio 2021 ha prolungato ulteriormente l'accordo con il Sandefjord, fino al 31 dicembre 2022.
Libero da vincoli contrattuali, in data 9 febbraio 2023 ha firmato un accordo biennale con l'HamKam.
Svincolato, in data 13 agosto 2025 si è accordato con l'Eik-Tønsberg, in 2. divisjon.

### Nazionale
Kurtović ha rappresentato diverse selezioni giovanili svedesi, venendo convocato anche in Under-21.

## Statistiche

### Presenze e reti nei club
Statistiche aggiornate al 13 agosto 2025.
| Stagione          | Club              | Campionato        | Campionato | Campionato | Coppe nazionali | Coppe nazionali | Coppe nazionali | Coppe continentali | Coppe continentali | Coppe continentali | Supercoppe | Supercoppe | Supercoppe | Totale | Totale |
| Stagione          | Club              | Comp              | Pres       | Reti       | Comp            | Pres            | Reti            | Comp               | Pres               | Reti               | Comp       | Pres       | Reti       | Pres   | Reti   |
| ----------------- | ----------------- | ----------------- | ---------- | ---------- | --------------- | --------------- | --------------- | ------------------ | ------------------ | ------------------ | ---------- | ---------- | ---------- | ------ | ------ |
| 2013              | Sandefjord        | 1D                | 0          | 0          | CN              | 0               | 0               | -                  | -                  | -                  | -          | -          | -          | 0      | 0      |
| 2014              | Sandefjord        | 1D                | 4          | 0          | CN              | 2               | 0               | -                  | -                  | -                  | -          | -          | -          | 6      | 0      |
| 2015              | Sandefjord        | ES                | 13         | 0          | CN              | 1               | 0               | -                  | -                  | -                  | -          | -          | -          | 14     | 0      |
| 2016              | Sandefjord        | 1D                | 28         | 2          | CN              | 5               | 0               | -                  | -                  | -                  | -          | -          | -          | 33     | 2      |
| 2017              | Sandefjord        | ES                | 19         | 0          | CN              | 1               | 0               | -                  | -                  | -                  | -          | -          | -          | 20     | 0      |
| gen.-apr. 2018    | Sandefjord        | ES                | 1          | 0          | CN              | 0               | 0               | -                  | -                  | -                  | -          | -          | -          | 1      | 0      |
| apr.-lug. 2018    | Ullensaker/Kisa   | 1D                | 11         | 1          | CN              | 4               | 0               | -                  | -                  | -                  | -          | -          | -          | 15     | 1      |
| lug.-dic. 2018    | Sandefjord        | ES                | 10         | 1          | CN              | -               | -               | -                  | -                  | -                  | -          | -          | -          | 10     | 1      |
| 2019              | Sandefjord        | 1D                | 26         | 3          | CN              | 3               | 0               | -                  | -                  | -                  | -          | -          | -          | 29     | 3      |
| 2020              | Sandefjord        | ES                | 19         | 0          | -               | -               | -               | -                  | -                  | -                  | -          | -          | -          | 19     | 0      |
| 2021              | Sandefjord        | ES                | 24         | 2          | CN              | 2               | 0               | -                  | -                  | -                  | -          | -          | -          | 26     | 2      |
| 2022              | Sandefjord        | ES                | 26+2       | 2+1        | CN              | 3               | 0               | -                  | -                  | -                  | -          | -          | -          | 31     | 3      |
| Totale Sandefjord | Totale Sandefjord | Totale Sandefjord | 170+2      | 10+1       |                 | 17              | 0               |                    | -                  | -                  |            | -          | -          | 189    | 11     |
| 2023              | HamKam            | ES                | 26         | 0          | CN              | 5               | 0               | -                  | -                  | -                  | -          | -          | -          | 31     | 0      |
| 2024              | HamKam            | ES                | 22         | 0          | CN              | 2               | 0               | -                  | -                  | -                  | -          | -          | -          | 24     | 0      |
| Totale HamKam     | Totale HamKam     | Totale HamKam     | 48         | 0          |                 | 7               | 0               |                    | -                  | -                  |            | -          | -          | 55     | 0      |
| ago.-dic. 2025    | Eik-Tønsberg      | 2D                | 0          | 0          | CN              | -               | -               | -                  | -                  | -                  | -          | -          | -          | 0      | 0      |
| Totale            | Totale            | Totale            | 229+2      | 11+1       |                 | 28              | 0               |                    | -                  | -                  |            | -          | -          | 259    | 12     |